# Thomas Frist, Jr.
Dr. Thomas Fearn Frist, Jr., född 12 augusti 1938, är en amerikansk företagsledare som är medgrundare och varit president (1977-1994), vd (1987-1994 och 1997-2001), styrelseordförande (1987-1994 och 1997-2002), vice styrelseordförande (1995-1997) och ledamot (19??-2009) för världens största sjukhusföretag, Hospital Corporation of America. Han har även varit ledamot i IT-företaget IBM Corporation:s koncernstyrelse mellan 1984 och 1995. Innan han var med och grundade HCA med sin far Dr. Thomas Frist, Sr. och Jack Massey, var han kirurg inom USA:s flygvapen.
Frist, Jr. avlade en kandidatexamen vid Vanderbilt University och en medicine doktor vid Washington University School of Medicine.
Den amerikanska ekonomiskriften Forbes rankar honom som den 61:a rikaste amerikanen och världens 174:e rikaste med en förmögenhet på $9,1 miljarder för 9 augusti 2015.
Frist, Jr. är bror till politikern Bill Frist, som satt som Tennessee:s senator mellan 1995 och 2007 och majoritetsledare mellan 2003 och 2007.